# Coupe de France de football 2014-2015
 (juillet 2018).
Cet article traite uniquement de la compétition masculine. Pour la compétition féminine, voir Coupe de France féminine de football 2014-2015
Navigation
Coupe de France 2013-2014 Coupe de France 2015-2016
La coupe de France de football 2014-2015 est la 98e édition de la Coupe de France, compétition à élimination directe mettant aux prises des clubs de football amateurs et professionnels affiliés à la Fédération française de football, qui l'organise conjointement avec les ligues régionales.
Le calendrier validé par la FFF annonce un début de compétition au niveau professionnel (dès le 7e tour) le samedi 15 et le dimanche 16 novembre 2014.
La finale s'est déroulée le samedi 30 mai 2015 au Stade de France, faisant suite aux treize autres tours à élimination directe mettant aux prises des milliers de clubs amateurs et professionnels. Il y a aussi un nouveau règlement concernant la qualification en Ligue Europa. L'UEFA a décidé qu'à partir de la saison 2014-2015, les clubs finalistes des Coupe nationales battus par un club qualifié pour la Ligue des Champions ne seraient plus qualifiés et la place reversée sur le championnat. Ce règlement implique tous les pays européens.

## Déroulement de la compétition
Le système est le même que celui utilisé les années précédentes.

## Calendrier
| Tour                                                    | Nom                                    | Dates retenues                                          | Équipes participantes | Équipes gagnantes |
| 1                                                       | Premier tour                           | Dates régionales                                        |                       |                   |
| 2                                                       | Deuxième tour                          | Dates régionales                                        |                       |                   |
| Entrée des clubs de CFA 2                               |                                        |                                                         |                       |                   |
| 3                                                       | Troisième tour                         | 13 et 14 septembre                                      |                       |                   |
| Entrée des clubs de CFA                                 |                                        |                                                         |                       |                   |
| 4                                                       | Quatrième tour                         | 28 septembre                                            |                       |                   |
| Entrée des 18 clubs de National                         |                                        |                                                         |                       |                   |
| 5                                                       | Cinquième tour                         | 12 octobre                                              |                       |                   |
| 6                                                       | Sixième tour                           | 26 octobre                                              |                       |                   |
| Entrée des 20 clubs de Ligue 2 et des clubs d'Outre-Mer |                                        |                                                         |                       |                   |
| 7                                                       | Septième tour                          | Samedi 15 - Dimanche 16 novembre                        | 176                   | 88                |
| 8                                                       | Huitième tour                          | Samedi 6 - Dimanche 7 décembre                          | 88                    | 44                |
| Entrée des 20 clubs de Ligue 1                          |                                        |                                                         |                       |                   |
| 9                                                       | Trente-deuxièmes de finale             | Samedi 3 - Dimanche 4 - Lundi 5 janvier                 | 64                    | 32                |
| 10                                                      | Seizièmes de finale                    | Mardi 20 - Mercredi 21 - Jeudi 22 - Vendredi 23 janvier | 32                    | 16                |
| 11                                                      | Huitièmes de finale                    | Mardi 10 - Mercredi 11 - Jeudi 12 février               | 16                    | 8                 |
| 12                                                      | Quarts de finale                       | Mardi 3 - Mercredi 4 mars                               | 8                     | 4                 |
| 13                                                      | Demi-finales                           | Mardi 7 - Mercredi 8 avril                              | 4                     | 2                 |
| 14                                                      | Finale - Stade de France (Saint-Denis) | Samedi 30 mai                                           | 2                     | 1                 |

### Dates des tirages au sort
| Tour                       | Date du tirage au sort    | Effectué par | Lieu                                                  |
| Septième tour              | mercredi 29 octobre 2014  | Céline Deville, Clarisse Agbegnenou, Dominique Bathenay Alain Roche et Jean-Pierre Papin (Outre-Mer)                   | Siège du CNOSF, Paris                                 |
| Huitième tour              | mercredi 19 novembre 2014 | Jean-Pierre Papin, Josip Skoblar, Alain Roche, Fabrice Fiorèse, Fabien Gilot et M. Pokora                              | Caisse Régionale du Crédit agricole, Aix-en-Provence  |
| Trente-deuxièmes de finale | lundi 8 décembre 2014     | Basile Boli, Jean-Claude Blanc, Alain Roche, Jean-Michel Larqué Dominique Rocheteau, Bernard Lacombe et Sonny Anderson | Carrousel du Louvre, Paris                            |
| Seizièmes de finale        | lundi 5 janvier 2015      | Sandie Toletti et Gaëlle Mignot                                                                                        | Altrad Stadium, Montpellier                           |
| Huitièmes de finale        | jeudi 22 janvier 2015     | Maïlys Bonnet et Lionel Charbonnier                                                                                    | Stade de la route de Lorient, Rennes                  |
| Quarts de finale           | mercredi 11 février 2015  | Raphaël Mezrahi | Parc des Princes, Paris                               |
| Demi-finales               | dimanche 8 mars 2015      | Brice Dulin | CNR, Marcoussis (dans le cadre de l'émission Stade 2) |

## Résultats

### Tours préliminaires
Plusieurs milliers de matchs sont joués lors des tours préliminaires. Seuls seront indiqués dans cet article les résultats des clubs professionnels aux 5e et 6e tours ainsi que l'ensemble des résultats des 7e et 8e tours.

#### Cinquième tour
| 12 octobre 2014 | AS Roquebrune-Cap-Martin (8) | 0 - 1 | (3) FC Istres |  |
| 14 h 30         |                              |       |               |  |

| 12 octobre 2014 | GC Lucciana (6) | 1 - 3 | (3) CA Bastia |  |
| 15 h 00         |                 |       |               |  |

#### Sixième tour
| 26 octobre 2014 | Borgo FC (6) | 2 - 1 (a. p.) | (3) CA Bastia |  |  |
| 14 h 30         |              | (-)           |               |  |  |

| 26 octobre 2014 | FC Côte Bleue (6) | 0 - 4 | (3) FC Istres |  |  |
| 14 h 30         |                   | (-)   |               |  |  |

#### Septième tour
Les rencontres auront lieu le samedi 15 et le dimanche 16 novembre 2014.
| Division           | Club                          | Score             | Club                             | Division   |
| ------------------ | ----------------------------- | ----------------- | -------------------------------- | ---------- |
| Nouvelle-Calédonie | AS Magenta                    | 0 - 3             | Trelissac                        | CFA        |
| DH                 | Endoume Marseille Catalans US | 3 - 1             | Echirolles FC                    | CFA 2      |
| CFA                | US Quevilly                   | 2 - 0             | Siroco les Abymes                | Guadeloupe |
| CFA 2              | Saint-Ouen l’Aumône AS        | 0- 3              | Amiens AC                        | CFA        |
| DHR                | Ginglin Cesson AS             | 1 - 4             | Plabennec Stade                  | CFA        |
| DHR                | Grâces AS                     | 0 - 5             | Stade brestois 29                | Ligue 2    |
| CFA 2              | Dinan Léhon FC                | 2 - 1             | US Saint-Malo                    | CFA        |
| DH                 | Bonchamp ES                   | 1 - 2             | Plouvorn AG                      | DH         |
| DSR                | Saint-Berthevin US            | 0- 7              | Stade lavallois                  | Ligue 2    |
| Guyane             | US Macouria                   | 0 - 3             | Martigues FC                     | CFA        |
| DSR                | AS Plobannalec Lesconil       | 1 - 3             | AS Vitré                         | CFA        |
| National           | Paris FC                      | 1 - 0             | Fontenay VF                      | CFA        |
| DH                 | Fougères AGL-Drapeau          | 1 - 1 (4 tab à 1) | Carquefou USJAF                  | DH         |
| PH                 | Argentré du Plessis           | 0 - 10            | Angers SCO                       | Ligue 2    |
| PH                 | Nantes JSC Bellevue           | 1 - 2             | Guichen FC                       | DH         |
| DH                 | Saran USM                     | 0 - 2             | Tours FC                         | Ligue 2    |
| CFA 2              | Bressuire FC                  | 2 - 1             | Vertou USSA                      | CFA 2      |
| CFA 2              | Chateaubriant Voltigeurs      | 2 - 0             | Eglantine Vierzon                | DH         |
| CFA 2              | Le Mans FC                    | 1 - 0             | Blois Foot 41                    | DH         |
| DH                 | Brive ESA                     | 0 - 5             | VF Luçon                         | National   |
| DH                 | Libourne FC                   | 1 - 2 (a.p)       | Lormont US                       | DH         |
| DSR                | Meymac CA                     | 0 - 6             | Berrichonne Châteauroux          | Ligue 2    |
| DH                 | Chauvigny US                  | 1 - 2             | Chamois niortais                 | Ligue 2    |
| DH                 | Vierzon Foot                  | 1 - 2             | Moulins AS                       | CFA        |
| CFA                | Yzeure AS                     | 3 - 2 (a.p)       | Chauray FC                       | CFA 2      |
| DSR                | Podensac FC des Graves        | 0 - 1             | Bordeaux Stade                   | CFA        |
| CFA 2              | Aurillac FC2A                 | 4 - 2             | La Rochelle ES                   | DH         |
| DSR                | Montpellier Petit Bard FC     | 0 - 1             | Istres FCOP                      | National   |
| DH                 | Avenir Foot Lozère            | 2 - 0             | Agde RCO                         | CFA 2      |
| DH                 | Auch Football                 | 0 - 2 (a.p)       | Nîmes Olympique                  | Ligue 2    |
| CFA 2              | Toulouse Rodéo FC             | 0 - 0 (4 tab à 5) | Paulhan Pezenas ES               | DH         |
| CFA 2              | Anglet Genets                 | 1 - 0             | Balma SC                         | CFA 2      |
| DSR                | Marssac SRDT                  | 0 - 3             | Clermont Foot 63                 | Ligue 2    |
| DHR                | Séméac Ol.                    | 0 - 0 (3 tab à 4) | Tarbes PF                        | CFA        |
| CFA 2              | Le Puy Foot Auvergne 43       | 1 - 3             | Marseille Consolat               | National   |
| CFA 2              | Alès Ol.                      | 0 - 1             | Ajaccio AC                       | Ligue 2    |
| CFA 2              | Bourgoin Jallieu FC           | 1 - 3             | Fréjus Saint-Raphaël EFC         | National   |
| CFA 2              | Aix FC                        | 0 - 4             | Arles Avignon AC                 | Ligue 2    |
| DSR                | Mos 3 Rivières FC             | 2 - 1             | Bocognano Gravona SC             | DH         |
| DH                 | Borgo FC                      | 2 - 1             | Rhône Vallées FC                 | DH         |
| DSR                | Saint-Marcellin Ol.           | 0 - 1             | Grenoble Foot 38                 | CFA        |
| DH                 | Limonest FC                   | 2 - 5             | FC Sochaux Montbéliard           | Ligue 2    |
| DH                 | Ain Sud Foot                  | 3 - 4             | Lyon Duchère AS                  | CFA        |
| CFA 2              | Vaulx-en-Velin FC             | 0 - 2             | Jura Sud Foot                    | CFA        |
| DH                 | Vichy RC                      | 0 - 9             | Dijon FCO                        | Ligue 2    |
| DHR                | Besançon Clemenceau SC        | 2 - 4             | Chasselay MAD                    | CFA        |
| DH                 | Chalon FC                     | 0 - 1             | Saint-Priest AS                  | CFA        |
| CFA 2              | Louhans-Cuiseaux FC           | 1 - 0             | Colmar SR                        | National   |
| DH                 | Avallon CO                    | 0 - 1 (a.p)       | Andrézieux Bouthéon ASF          | CFA 2      |
| DSR                | Saint-Étienne Seltz FC        | 0 - 4             | RC Strasbourg                    | National   |
| DHR                | Morhange AS                   | 0 - 3             | Pagny-sur-Moselle AS             | DH         |
| DSR                | Dinsheim SC                   | 0 - 3             | Auxerre AJ                       | Ligue 2    |
| DSR                | Illkirch Graffenstaden FA     | 2 - 1             | Girancourt Dommartin AS          | DSR        |
| DSR                | Saverne FC                    | 1 - 4             | Sarre Union US                   | CFA        |
| CFA                | FC Montceau Bourgogne         | 0 - 3             | Nancy Lorraine AS                | Ligue 2    |
| CFA 2              | Pontarlier CA                 | 0 - 1             | Epinal AS                        | National   |
| CFA 2              | Saint-Louis Neuweg            | 2 - 1             | Mulhouse FC                      | CFA        |
| CFA 2              | Forbach US                    | 1 - 0             | Reims Sainte-Anne EF             | DH         |
| DSR                | Laon US                       | 4 - 1             | Villerupt Thil ES                | DSR        |
| CFA                | Fleury Mérogis US             | 1 - 0 (a.p)       | Sainte-Savinne Rivière des Corps | CFA 2      |
| DH                 | Saint-Dizier Espérance        | 1 - 2             | AS Beauvais Oise                 | CFA        |
| DSR                | Champigny FC                  | 2 - 2 (3 tab à 4) | Sedan Ardennes CS                | CFA        |
| National           | Chambly Thelle FC             | 1 - 2             | Troyes ESTAC                     | Ligue 2    |
| PH                 | Saint-Mihiel FC               | 0 - 4             | Bobigny AC                       | DH         |
| DH                 | Lusitanos Saint-Maur US       | 4 - 3             | Créteil Lusitanos US             | Ligue 2    |
| PHR                | Lille Sud FC                  | 0 - 0 (4 tab à 2) | Aubervilliers                    | CFA        |
| DH                 | Maubeuge US                   | 1 - 3             | Valenciennes FC                  | Ligue 2    |
| DH                 | Béthune ST                    | 1 - 2             | Amiens SC                        | National   |
| DH                 | Nœux-les-Mines US             | 1 - 2 (a.p)       | Red Star FC                      | National   |
| DH                 | Cambrai AC                    | 1 - 3             | IC Croix                         | CFA        |
| DSR                | Meaux CS                      | 3 - 0             | Marck AS                         | CFA 2      |
| CFA                | Arras FA                      | 2 - 0             | Ajaccio GFCO                     | Ligue 2    |
| CFA 2              | ESM Gonfreville               | 1 - 1 (1 tab à 3) | Orléans US                       | Ligue 2    |
| DH                 | Trouville Deauville AS        | 1 - 3             | Le Havre AC                      | Ligue 2    |
| DH                 | Lillebonne US                 | 2 - 3 (a.p)       | Ailly-sur-Somme FC               | DH         |
| National           | US Boulogne CO                | 4 - 1             | Calais RUFC                      | CFA        |
| DH                 | Saint-Omer US                 | 3 - 1             | Saint-Lo FC                      | CFA 2      |
| DSR                | Clermont RC                   | 1 - 6             | Dunkerque USL                    | National   |
| DH                 | Loon Plage FC                 | 2 - 0             | Hérouville SC                    | CFA 2      |
| CFA 2              | Oissel CMS                    | 1 - 1 (2 tab à 3) | US Matoury                       | Guyane     |
| National           | US Avranches                  | 6 - 1             | Les Jumeaux M'Zouasia AS         | Mayotte    |
| CFA                | GSI Pontivy                   | 2 - 2 (4 tab à 5) | SS Saint-Louisienne              | La Réunion |
| La Réunion         | AS Excelsior                  | 0 - 2             | US Concarneau                    | CFA        |
| CFA 2              | Noisy le Sec                  | 2 - 1 (a.p)       | AS Tefana                        | Polynésie  |
| CFA 2              | SO Cholet                     | 2 - 0             | L'Aiglon du Lamentin             | Martinique |
| Guadeloupe         | CS Le Moule                   | 1 - 1 (3 tab à 4) | Sarreguemines FC                 | CFA 2      |
| Martinique         | Club Franciscain              | 2 - 0             | Sainte-Geneviève                 | CFA 2      |
| DH                 | Stade Pontivy                 | 1 - 3             | Le Poiré-sur-Vie VF              | National   |

#### Huitième tour
Les rencontres auront lieu le samedi 6 et le dimanche 7 décembre 2014. Le Petit Poucet est Lille Sud FC, qui évolue en PHR, soit la neuvième division.
| Division   | Club                          | Score             | Club                        | Division   | Lieu                                         | Date, heure                 |
| ---------- | ----------------------------- | ----------------- | --------------------------- | ---------- | -------------------------------------------- | --------------------------- |
| PHR        | Lille Sud FC                  | 0 - 1             | Valenciennes FC             | Ligue 2    | Stadium Lille Métropole, Villeneuve-d'Ascq   | Vendredi 5 décembre - 20h00 |
| DH         | Borgo FC                      | 2 - 3 (a.p)       | AC Ajaccio                  | Ligue 2    | Stade Paul-Antoniotti, Borgo                 | Samedi 6 décembre - 14h00   |
| DH         | US Lusitanos Saint-Maur       | 3 - 1 (a.p)       | Moulins SA                  | CFA        | Stade L Bobet, Le Plessis-Trevise            | Samedi 6 décembre - 14h00   |
| DH         | FC Guichen                    | 0 - 1 (a.p)       | Plabennec Stade             | CFA        | Stade Charles Gautier, Guichen               | Samedi 6 décembre - 14h15   |
| DH         | Plouvorn AG                   | 1 - 2             | Le Poiré-sur-Vie            | National   | Stade Guy de Reals, Plouvorn                 | Samedi 6 décembre - 14h30   |
| Ligue 2    | Clermont Foot 63              | 1 - 1 (1 tab à 4) | SA Epinal                   | National   | Stade Gabriel-Montpied, Clermont-Ferrand     | Samedi 6 décembre - 15h00   |
| DH         | Lormont US                    | 0 - 2             | Club Franciscain            | Martinique | Stade Jules-Ladoumègue, Lormont              | Samedi 6 décembre - 15h00   |
| CFA 2      | ASF Andrézieux-Bouthéon       | 2 - 0             | Mende Avenir Lozère         | DH         | Stade Roger Baudras, Andrézieux-Bouthéon     | Samedi 6 décembre - 16h00   |
| CFA        | Jura Sud Foot                 | 3 - 1             | Chasselay MDA               | CFA        | Stade Municipal, Moirans-en-Montagne         | Samedi 6 décembre - 16h00   |
| CFA 2      | Sarreguemines FC              | 0 - 4             | AJ Auxerre                  | Ligue 2    | Stade de la Blies, Sarreguemines             | Samedi 6 décembre - 16h00   |
| Ligue 2    | Havre AC                      | 0 - 2             | US Boulogne CO              | National   | Stade Océane, Le Havre                       | Samedi 6 décembre - 17h00   |
| CFA        | Stade bordelais               | 2 - 2 (4 tab à 5) | Tours FC                    | Ligue 2    | Stade Sainte-Germaine, Le Bouscat            | Samedi 6 décembre - 17h00   |
| CFA 2      | Dinan Léhon FC                | 2 - 1             | Angers SCO                  | Ligue 2    | Stade du Clos-Gastel, Léhon                  | Samedi 6 décembre - 18h00   |
| Ligue 2    | Stade brestois 29             | 0 - 0 (4 tab à 3) | Paris FC                    | National   | Stade Francis-Le Blé, Brest                  | Samedi 6 décembre - 18h00   |
| CFA 2      | Les Genêts d'Anglet           | 0 - 2             | Niort FC                    | Ligue 2    | Stade Saint Jean, Anglet                     | Samedi 6 décembre - 18h00   |
| CFA        | Tarbes Pyrénées Football      | 0 - 1             | Châteauroux                 | Ligue 2    | Stade Maurice-Trélut, Tarbes                 | Samedi 6 décembre - 18h00   |
| CFA        | Lyon-Duchère AS               | 1 - 3 (a.p)       | AC Arles-Avignon            | Ligue 2    | Stade de La Duchère, Lyon                    | Samedi 6 décembre - 18h00   |
| CFA        | AS Saint-Priest               | 1 - 0             | EFC Fréjus Saint-Raphaël    | National   | Stade Jacques Joly, Saint-Priest             | Samedi 6 décembre - 18h00   |
| CFA 2      | FC Saint-Louis Neuweg         | 2 - 1             | Louhans-Cuiseaux FC         | CFA 2      | Stade de la Frontière, Saint-Louis           | Samedi 6 décembre - 18h00   |
| CFA 2      | SO Cholet                     | 3 - 0             | Aurillac FC2A               | CFA 2      | Stade Pierre Blouen, Cholet                  | Samedi 6 décembre - 18h00   |
| Ligue 2    | ESTAC Troyes                  | 1 - 3             | AS Nancy-Lorraine           | Ligue 2    | Stade de l'Aube, Troyes                      | Samedi 6 décembre - 18h00   |
| CFA        | AS Beauvais                   | 1 - 0 (a.p)       | AC Amiens                   | CFA        | Stade Pierre-Brisson, Beauvais               | Samedi 6 décembre - 18h00   |
| CFA        | Arras Football Association    | 2 - 4 (a.p)       | USL Dunkerque               | National   | Stade Degouve-Brabant, Arras                 | Samedi 6 décembre - 18h00   |
| DH         | Endoûme Marseille Catalans US | 1 - 2             | Nîmes Olympique             | Ligue 2    | Stade Parsemain, Fos-sur-Mer                 | Samedi 6 décembre - 18h     |
| CFA        | US Concarneau                 | 3 - 2             | AS Vitré                    | CFA        | Stade Guy-Piriou, Concarneau                 | Samedi 6 décembre - 18h30   |
| National   | Luçon VF                      | 1 - 0             | Trélissac FC                | CFA        | Stade Jean de Mouzon, Luçon                  | Samedi 6 décembre - 18h30   |
| CFA 2      | Châteaubriant Voltigeurs      | 1 - 2             | Stade lavallois             | Ligue 2    | Stade de la Ville en Bois, Châteaubriant     | Samedi 6 décembre - 19h00   |
| PH         | US Laon                       | 0 - 7             | US Orléans                  | Ligue 2    | Stade Marcel Levindrey, Laon                 | Samedi 6 décembre - 19h30   |
| Guyane     | US Matoury                    | 0 - 1             | US Avranches                | National   | Stade Docteur Edmard Lama, Remire-Montjoly   | Samedi 6 décembre - 21h00   |
| DH         | Paulhan Pezenas ES            | 1 - 2 (a.p)       | Grenoble Foot 38            | CFA        | Pézenas                                      | Dimanche 7 décembre - 13h45 |
| CFA 2      | Bressuire FC                  | 2 - 1             | Istres FC                   | National   | Stade Alain Metayer, Bressuire               | Dimanche 7 décembre - 13h45 |
| DSR        | Mos 3 Rivières FC             | 1 - 6             | Dijon FCO                   | Ligue 2    | Stade Honneur Montmerle, Montmerle-sur-Saône | Dimanche 7 décembre - 13h45 |
| DH         | Bobigny AC                    | 1 - 0 (a.p)       | Noisy-le-Sec                | CFA 2      | Stade Auguste Delaune, Bobigny               | Dimanche 7 décembre - 13h45 |
| DH         | Pagny-sur-Moselle AS          | 2 - 1 (a.p)       | Club sportif Sedan Ardennes | CFA        | Stade omnisports 2000, Pagny-sur-Moselle     | Dimanche 7 décembre - 13h45 |
| DSR        | Illkirch Graffenstaden FA     | 1 - 4             | Yzeure SA                   | CFA        | Illkirch-Graffenstaden                       | Dimanche 7 décembre - 14h00 |
| CFA        | US Fleury-Mérogis             | 0 - 1 (a.p)       | Union sportive Sarre-Union  | CFA        | Stade Auguste-Gentelet, Fleury-Mérogis       | Dimanche 7 décembre - 14h00 |
| CFA        | Martigues FC                  | 1 - 1 (1 - 3 tab) | Marseille Consolat          | National   | Stade Francis-Turcan, Martigues              | Dimanche 7 décembre - 14h30 |
| DSR        | Meaux CS                      | 1 - 3 (a.p)       | Amiens SC                   | National   | Stade Alberto-Corazza, Meaux                 | Dimanche 7 décembre - 14h30 |
| CFA 2      | Union sportive de Forbach     | 0 - 3             | Red Star Football Club      | National   | Stade du Schlossberg, Forbach                | Dimanche 7 décembre - 14h30 |
| CFA 2      | Le Mans FC                    | 2 - 1             | Fougères AGL-Drapeau        | DH         | Stade de la Pincenardière, Mulsanne          | Dimanche 7 décembre - 14h30 |
| DH         | Loon Plage FC                 | 0 - 1             | US Saint-Omer               | DH         | Stade Marcel Rosseel, Loon-Plage             | Dimanche 7 décembre - 14h30 |
| DH         | Ailly-sur-Somme FC            | 0 - 2             | IC Croix                    | CFA        | Stade Nicolas Coupé, Ailly-sur-Somme         | Dimanche 7 décembre - 14h30 |
| La Réunion | SS Saint-Louisienne           | 1 - 2 (a.p)       | US Quevilly                 | CFA        | Stade Michel-Volnay, Saint-Pierre            | Dimanche 7 décembre - 16h00 |
| Ligue 2    | FC Sochaux-Montbéliard        | 0 - 1             | RC Strasbourg Alsace        | National   | Stade Auguste-Bonal, Montbéliard             | Lundi 8 décembre - 20h45    |

### Trente-deuxièmes de finale

#### Participants
Les rencontres ont lieu les samedi 3 et dimanche 4 janvier 2015. Quatre clubs de DH encore en lice sont les petits poucets de la compétition. Lusitanos (DH) est designé Petit Poucet officiel par la FFF et le PMU au vu de leur parcours.

#### Rencontres
- Groupe A

| 3 janvier 2015 | FC Bressuire (CFA2) | 2 – 1   | Amiens SC (N1) |                                                                               |                                                                               |
| 18 h 00        | Gireault 23e 27e    | (2 - 1) | Nsame 6e       | Stade Alain-Métayer, Bressuire Spectateurs : 2 100 Arbitrage : Olivier Husset | Stade Alain-Métayer, Bressuire Spectateurs : 2 100 Arbitrage : Olivier Husset |
| 18 h 00        |                     |         |                | Stade Alain-Métayer, Bressuire Spectateurs : 2 100 Arbitrage : Olivier Husset | Stade Alain-Métayer, Bressuire Spectateurs : 2 100 Arbitrage : Olivier Husset |

| 3 janvier 2015 | Luçon Football (N1) | 0 – 1   | LB Châteauroux (L2) |                                                                         |                                                                         |
| 18 h 30        |                     | (0 - 0) | Plessis 59e         | Stade Jean de Mouzon, Luçon Spectateurs : 1 707 Arbitrage : Johan Hamel | Stade Jean de Mouzon, Luçon Spectateurs : 1 707 Arbitrage : Johan Hamel |
| 18 h 30        |                     |         |                     | Stade Jean de Mouzon, Luçon Spectateurs : 1 707 Arbitrage : Johan Hamel | Stade Jean de Mouzon, Luçon Spectateurs : 1 707 Arbitrage : Johan Hamel |

| 3 janvier 2015 | US Quevilly (CFA)                               | 3 – 3 5 - 3 t. a. b. | US Orléans (L2)                    |                                                                               |                                                                               |
| 19 h 00        | Géran 1re 21e · Sarr 12e                        | (3 - 1)              | Louisy-Daniel 45+2e 62e · Puyo 67e | Stade Lozai, Le Petit-Quevilly Spectateurs : 1 500 Arbitrage : Hamid Guenaoui | Stade Lozai, Le Petit-Quevilly Spectateurs : 1 500 Arbitrage : Hamid Guenaoui |
| 19 h 00        |                                                 |                      |                                    | Stade Lozai, Le Petit-Quevilly Spectateurs : 1 500 Arbitrage : Hamid Guenaoui | Stade Lozai, Le Petit-Quevilly Spectateurs : 1 500 Arbitrage : Hamid Guenaoui |
| 19 h 00        | Mortoire · Archimbaud · Colinet · Steppé · Sarr | Tirs au but 5 - 3    | Tomas · Puyo · Benmeziane · Loriot | Stade Lozai, Le Petit-Quevilly Spectateurs : 1 500 Arbitrage : Hamid Guenaoui | Stade Lozai, Le Petit-Quevilly Spectateurs : 1 500 Arbitrage : Hamid Guenaoui |

| 3 janvier 2015 | SC Bastia (L1) | 2 – 0   | LOSC Lille (L1) |                                                                            |                                                                            |
| 20 h 45        | Ayité 5e 24e   | (2 - 0) |                 | Stade Armand-Cesari, Furiani Spectateurs : 4 916 Arbitrage : Wilfried Bien | Stade Armand-Cesari, Furiani Spectateurs : 4 916 Arbitrage : Wilfried Bien |
| 20 h 45        |                |         |                 | Stade Armand-Cesari, Furiani Spectateurs : 4 916 Arbitrage : Wilfried Bien | Stade Armand-Cesari, Furiani Spectateurs : 4 916 Arbitrage : Wilfried Bien |

| 4 janvier 2015 | AS Pagny-sur-Moselle (DH) | 1 – 3   | AS Yzeure (CFA)              |                                                                                               |                                                                                               |
| 13 h 45        | Denay 27e · Hernandez 85e | (0 - 1) | Sohier 36e · Chastan 60e 69e | Stade des Fonderies, Blénod-lès-Pont-à-Mousson Spectateurs : 3 000 Arbitrage : Aurélien Petit | Stade des Fonderies, Blénod-lès-Pont-à-Mousson Spectateurs : 3 000 Arbitrage : Aurélien Petit |
| 13 h 45        |                           |         |                              | Stade des Fonderies, Blénod-lès-Pont-à-Mousson Spectateurs : 3 000 Arbitrage : Aurélien Petit | Stade des Fonderies, Blénod-lès-Pont-à-Mousson Spectateurs : 3 000 Arbitrage : Aurélien Petit |

| 4 janvier 2015 | Girondins de Bordeaux (L1)    | 2 – 1   | Toulouse FC (L1)      |                                                                                       |                                                                                       |
| 14 h 15        | Touré 10e (pen.) · Traoré 71e | (1 - 0) | Ben Yedder 84e (pen.) | Stade Jacques-Chaban-Delmas, Bordeaux Spectateurs : 7 701 Arbitrage : Lionel Jaffredo | Stade Jacques-Chaban-Delmas, Bordeaux Spectateurs : 7 701 Arbitrage : Lionel Jaffredo |
| 14 h 15        |                               |         |                       | Stade Jacques-Chaban-Delmas, Bordeaux Spectateurs : 7 701 Arbitrage : Lionel Jaffredo | Stade Jacques-Chaban-Delmas, Bordeaux Spectateurs : 7 701 Arbitrage : Lionel Jaffredo |

| 4 janvier 2015 | AS Saint-Étienne (L1) | 1 – 0 a. p. | AS Nancy-Lorraine (L2) |                                                                                        |                                                                                        |
| 14 h 15        | Tabanou 97e           | (0 - 0)     |                        | Stade Geoffroy-Guichard, Saint-Étienne Spectateurs : 18 146 Arbitrage : Clément Turpin | Stade Geoffroy-Guichard, Saint-Étienne Spectateurs : 18 146 Arbitrage : Clément Turpin |
| 14 h 15        |                       |             |                        | Stade Geoffroy-Guichard, Saint-Étienne Spectateurs : 18 146 Arbitrage : Clément Turpin | Stade Geoffroy-Guichard, Saint-Étienne Spectateurs : 18 146 Arbitrage : Clément Turpin |

| 4 janvier 2015 | AS Beauvais (CFA)                                                                         | 0 – 0 5 - 6 t. a. b. | SO Cholet (CFA2)                                                              |                                                                                  |                                                                                  |
| 14 h 30        |                                                                                           | (0 - 0)              | Kévin Berdier 60e                                                             | Stade Pierre-Brisson, Beauvais Spectateurs : 1 366 Arbitrage : François Letexier | Stade Pierre-Brisson, Beauvais Spectateurs : 1 366 Arbitrage : François Letexier |
| 14 h 30        | Soadrine · N'Diaye · Sanganté · Sidibé · Benaries · Modeste · Sissoko · Le Picard · Vaury | Tirs au but 5 - 6    | Diop · Lemetayer · Raud · Edou-Yebe · Riga · Martin · Simon · NDoye · Vespuce | Stade Pierre-Brisson, Beauvais Spectateurs : 1 366 Arbitrage : François Letexier | Stade Pierre-Brisson, Beauvais Spectateurs : 1 366 Arbitrage : François Letexier |

- Groupe B

| 3 janvier 2015 | US Boulogne CO (N1)                    | 5 – 4   | US Sarre-Union (CFA)                   |                                                                                         |                                                                                         |
| 16 h 00        | Mercier 35e 45e 45+2e 73e · Gbizie 52e | (3 - 0) | Riff 46e · Belkati 62e · Hayef 66e 84e | Stade de la Libération, Boulogne-sur-Mer Spectateurs : 2 200 Arbitrage : Thomas Léonard | Stade de la Libération, Boulogne-sur-Mer Spectateurs : 2 200 Arbitrage : Thomas Léonard |
| 16 h 00        |                                        |         |                                        | Stade de la Libération, Boulogne-sur-Mer Spectateurs : 2 200 Arbitrage : Thomas Léonard | Stade de la Libération, Boulogne-sur-Mer Spectateurs : 2 200 Arbitrage : Thomas Léonard |

| 3 janvier 2015 | Jura Sud Foot (CFA)          | 3 – 0   | FC Saint-Louis Neuweg (CFA2) | | |
| 16 h 00        | Oliveri 4e · M'Baiam 70e 84e | (1 - 0) |                              | Stade municipal de Moirans-en-Montagne, Moirans-en-Montagne Spectateurs : 800 Arbitrage : Didier Falcone | Stade municipal de Moirans-en-Montagne, Moirans-en-Montagne Spectateurs : 800 Arbitrage : Didier Falcone |
| 16 h 00        |                              |         |                              | Stade municipal de Moirans-en-Montagne, Moirans-en-Montagne Spectateurs : 800 Arbitrage : Didier Falcone | Stade municipal de Moirans-en-Montagne, Moirans-en-Montagne Spectateurs : 800 Arbitrage : Didier Falcone |

| 3 janvier 2015 | Valenciennes FC (L2)       | 2 – 0   | OGC Nice (L1) |                                                                               |                                                                               |
| 18 h 00        | Coulibaly 11e · Poepon 45e | (2 - 0) |               | Stade du Hainaut, Valenciennes Spectateurs : 5 252 Arbitrage : Benoît Bastien | Stade du Hainaut, Valenciennes Spectateurs : 5 252 Arbitrage : Benoît Bastien |
| 18 h 00        |                            |         |               | Stade du Hainaut, Valenciennes Spectateurs : 5 252 Arbitrage : Benoît Bastien | Stade du Hainaut, Valenciennes Spectateurs : 5 252 Arbitrage : Benoît Bastien |

| 3 janvier 2015 | US St-Omer (DH) | 0 – 5   | IC Croix (CFA)                                                    |                                                                                |                                                                                |
| 19 h 00        |                 | (0 - 2) | De Araujo 20e · Lorthiois 38e · Bekhechi 68e 84e · Oumedjeber 80e | Stade Gaston Bonnet, Saint-Omer Spectateurs : 2 500 Arbitrage : Emmanuel Caron | Stade Gaston Bonnet, Saint-Omer Spectateurs : 2 500 Arbitrage : Emmanuel Caron |
| 19 h 00        |                 |         |                                                                   | Stade Gaston Bonnet, Saint-Omer Spectateurs : 2 500 Arbitrage : Emmanuel Caron | Stade Gaston Bonnet, Saint-Omer Spectateurs : 2 500 Arbitrage : Emmanuel Caron |

| 4 janvier 2015 | SA Epinal (N1) | 1 – 2   | FC Metz (L1)          |                                                                                |                                                                                |
| 13 h 45        | Touati 11e     | (1 - 1) | Milán 16e · N'Daw 54e | Stade de La Colombière, Épinal Spectateurs : 3 512 Arbitrage : Frank Schneider | Stade de La Colombière, Épinal Spectateurs : 3 512 Arbitrage : Frank Schneider |
| 13 h 45        |                |         |                       | Stade de La Colombière, Épinal Spectateurs : 3 512 Arbitrage : Frank Schneider | Stade de La Colombière, Épinal Spectateurs : 3 512 Arbitrage : Frank Schneider |

| 4 janvier 2015 | RC Lens (L1)                            | 2 – 3   | Olympique lyonnais (L1)                    |                                                                          |                                                                          |
| 14 h 15        | El Jadeyaoui 76e (pen.) · Coulibaly 90e | (0 - 3) | Fekir 5e · Lacazette 14e (pen.) · Dabo 30e | Stade de l'Épopée, Calais Spectateurs : 10 128 Arbitrage : Fredy Fautrel | Stade de l'Épopée, Calais Spectateurs : 10 128 Arbitrage : Fredy Fautrel |
| 14 h 15        |                                         |         |                                            | Stade de l'Épopée, Calais Spectateurs : 10 128 Arbitrage : Fredy Fautrel | Stade de l'Épopée, Calais Spectateurs : 10 128 Arbitrage : Fredy Fautrel |

| Titulaires :      |                          |     |
|                   |                          |     |
|                   | Geoffrey Lembet          |     |
|                   | Karim Djellabi           |     |
|                   | Thomas Fontaine          |     |
|                   | Sébastien Puygrenier     |     |
|                   | Jean-Charles Castelletto |     |
|                   | Rémi Mulumba             | 90e |
|                   | Amara Baby               |     |
|                   | Vincent Gragnic          | 86e |
|                   | Grégory Berthier         | 77e |
|                   | Jamel Aït Ben Idir       |     |
|                   | Livio Nabab              |     |
|                   |                          |     |
| Remplaçants :     |                          |     |
|                   | Ruben Aguilar            | 90e |
|                   | Pierre Bouby             | 86e |
|                   | Samed Kılıç              | 77e |
|                   |                          |     |
| Entraîneur :      |                          |     |
| Jean-Luc Vannuchi |                          |     |

| Titulaires :      |                   |     |
|                   |                   |     |
|                   | Alexandre Oukidja |     |
|                   | Marc Fachan       | 79e |
|                   | Milovan Sikimić   | 62e |
|                   | Ernest Seka       |     |
|                   | Abdallah N'Dour   |     |
|                   | Brian Amofa       |     |
|                   | Jérémy Grimm      |     |
|                   | Mayoro N'Doye     |     |
|                   | Alassane Ndiaye   |     |
|                   | Dimitri Liénard   |     |
|                   | Stéphane Bahoken  | 68e |
|                   |                   |     |
| Remplaçants :     |                   |     |
|                   | Mamadou Camara    | 79e |
|                   | Yoann Salmier     | 62e |
|                   | Frédéric Marques  | 68e |
|                   |                   |     |
| Entraîneur :      |                   |     |
| Jacky Duguépéroux |                   |     |

| Titulaires :      |                          |     |
|                   |                          |     |
|                   | Geoffrey Lembet          |     |
|                   | Karim Djellabi           |     |
|                   | Thomas Fontaine          |     |
|                   | Sébastien Puygrenier     |     |
|                   | Jean-Charles Castelletto |     |
|                   | Rémi Mulumba             | 90e |
|                   | Amara Baby               |     |
|                   | Vincent Gragnic          | 86e |
|                   | Grégory Berthier         | 77e |
|                   | Jamel Aït Ben Idir       |     |
|                   | Livio Nabab              |     |
|                   |                          |     |
| Remplaçants :     |                          |     |
|                   | Ruben Aguilar            | 90e |
|                   | Pierre Bouby             | 86e |
|                   | Samed Kılıç              | 77e |
|                   |                          |     |
| Entraîneur :      |                          |     |
| Jean-Luc Vannuchi |                          |     |

| Titulaires :      |                   |     |
|                   |                   |     |
|                   | Alexandre Oukidja |     |
|                   | Marc Fachan       | 79e |
|                   | Milovan Sikimić   | 62e |
|                   | Ernest Seka       |     |
|                   | Abdallah N'Dour   |     |
|                   | Brian Amofa       |     |
|                   | Jérémy Grimm      |     |
|                   | Mayoro N'Doye     |     |
|                   | Alassane Ndiaye   |     |
|                   | Dimitri Liénard   |     |
|                   | Stéphane Bahoken  | 68e |
|                   |                   |     |
| Remplaçants :     |                   |     |
|                   | Mamadou Camara    | 79e |
|                   | Yoann Salmier     | 62e |
|                   | Frédéric Marques  | 68e |
|                   |                   |     |
| Entraîneur :      |                   |     |
| Jacky Duguépéroux |                   |     |

| 4 janvier 2015 | USL Dunkerque (N1) | 1 – 2   | Stade rennais (L1) |                                                                              |                                                                              |
| 15 h 00        | Aabiza 3e          | (1 - 2) | Doucouré 2e 27e    | Stade Marcel-Tribut, Dunkerque Spectateurs : 3 000 Arbitrage : Benoît Millot | Stade Marcel-Tribut, Dunkerque Spectateurs : 3 000 Arbitrage : Benoît Millot |

- Groupe C

| 3 janvier 2015 | Red Star FC (N1)          | 2 – 1   | AC Arles-Avignon (L2) |                                                                    |                                                                    |
| 15 h 00        | Bouazza 46e · Belvito 65e | (0 - 1) | Ismaël Bennacer 27e   | Stade Bauer, St-Ouen Spectateurs : 2 385 Arbitrage : Philippe Kalt | Stade Bauer, St-Ouen Spectateurs : 2 385 Arbitrage : Philippe Kalt |
| 15 h 00        |                           |         |                       | Stade Bauer, St-Ouen Spectateurs : 2 385 Arbitrage : Philippe Kalt | Stade Bauer, St-Ouen Spectateurs : 2 385 Arbitrage : Philippe Kalt |

| 3 janvier 2015 | AC Bobigny (DH) | 0 – 3   | Évian Thonon Gaillard FC (L1)        |                                                                                       |                                                                                       |
| 15 h 15        |                 | (0 - 0) | Camus 67e · Nielsen 75e · Wass 90+3e | Stade Auguste-Delaune, St-Denis Spectateurs : 4 500 Arbitrage : Jean-Charles Cailleux | Stade Auguste-Delaune, St-Denis Spectateurs : 4 500 Arbitrage : Jean-Charles Cailleux |
| 15 h 15        |                 |         |                                      | Stade Auguste-Delaune, St-Denis Spectateurs : 4 500 Arbitrage : Jean-Charles Cailleux | Stade Auguste-Delaune, St-Denis Spectateurs : 4 500 Arbitrage : Jean-Charles Cailleux |

| 3 janvier 2015 | US Lusitanos Saint-Maur (DH) | 1 – 3   | Stade de Reims (L1)                               |                                                                                             |                                                                                             |
| 15 h 15        | Ayi 48e                      | (0 - 1) | Rodrigues 39e · Charbonnier 51e · de Preville 57e | Stade Dominique-Duvauchelle, Créteil Spectateurs : 4 000 Arbitrage : Alexandre Perreau-Niel | Stade Dominique-Duvauchelle, Créteil Spectateurs : 4 000 Arbitrage : Alexandre Perreau-Niel |
| 15 h 15        |                              |         |                                                   | Stade Dominique-Duvauchelle, Créteil Spectateurs : 4 000 Arbitrage : Alexandre Perreau-Niel | Stade Dominique-Duvauchelle, Créteil Spectateurs : 4 000 Arbitrage : Alexandre Perreau-Niel |

| 3 janvier 2015 | ASF Andrézieux-Bouthéon (CFA2) | 2 – 0   | AS Saint-Priest (CFA) |                                                                                |                                                                                |
| 17 h 00        | Causevic 86e · Mangara 90e     | (0 - 0) |                       | Stade Roger Baudras, Andrézieux Spectateurs : 3 000 Arbitrage : Didier Falcone | Stade Roger Baudras, Andrézieux Spectateurs : 3 000 Arbitrage : Didier Falcone |
| 17 h 00        |                                |         |                       | Stade Roger Baudras, Andrézieux Spectateurs : 3 000 Arbitrage : Didier Falcone | Stade Roger Baudras, Andrézieux Spectateurs : 3 000 Arbitrage : Didier Falcone |

| 4 janvier 2015 | Nîmes Olympique (L2) | 0 – 2   | AS Monaco (L1)            |                                                                              |                                                                              |
| 14 h 15        |                      | (0 - 1) | Silva 33e · Germain 90+4e | Stade des Costières, Nîmes Spectateurs : 10 495 Arbitrage : Alexandre Castro | Stade des Costières, Nîmes Spectateurs : 10 495 Arbitrage : Alexandre Castro |
| 14 h 15        |                      |         |                           | Stade des Costières, Nîmes Spectateurs : 10 495 Arbitrage : Alexandre Castro | Stade des Costières, Nîmes Spectateurs : 10 495 Arbitrage : Alexandre Castro |

| 4 janvier 2015 | GS Consolat (N1)                        | 3 – 0   | AC Ajaccio (L2) |                                                                         |                                                                         |
| 14 h 15        | Diawara 35e · Amiri 42e · Gigliotti 80e | (2 - 0) |                 | Stade La Martine, Marseille Spectateurs : 3 000 Arbitrage : Saïd Enjimi | Stade La Martine, Marseille Spectateurs : 3 000 Arbitrage : Saïd Enjimi |
| 14 h 15        |                                         |         |                 | Stade La Martine, Marseille Spectateurs : 3 000 Arbitrage : Saïd Enjimi | Stade La Martine, Marseille Spectateurs : 3 000 Arbitrage : Saïd Enjimi |

| 4 janvier 2015 | SM Caen (L1)           | 2 – 3 a. p. | Dijon FCO (L2)                       |                                                                          |                                                                          |
| 17 h 45        | Kanté 17e · Adeoti 45e | (2 - 1)     | Diallo 38e · Diony 81e · Mollet 105e | Stade Michel-d'Ornano, Caen Spectateurs : 4 684 Arbitrage : Ruddy Buquet | Stade Michel-d'Ornano, Caen Spectateurs : 4 684 Arbitrage : Ruddy Buquet |

| 4 janvier 2015 | Grenoble Foot (CFA)                                   | 3 – 3 5 - 4 t. a. b. | Olympique de Marseille (L1)                 |                                                                              |                                                                              |
| 20 h 45        | Nasrallah 10e · Hachi 48e · Bengriba 120e             | (1 - 2)              | Gignac 6e 33e · Ayew 98e                    | Stade des Alpes, Grenoble Spectateurs : 18 317 Arbitrage : Sébastien Moreira | Stade des Alpes, Grenoble Spectateurs : 18 317 Arbitrage : Sébastien Moreira |
| 20 h 45        | Giraudon · Jouffreau · Akrour · Tchenkoua · Nasrallah | Tirs au but 5 - 4    | Ayew · Batshuayi · Payet · Thauvin · Imbula | Stade des Alpes, Grenoble Spectateurs : 18 317 Arbitrage : Sébastien Moreira | Stade des Alpes, Grenoble Spectateurs : 18 317 Arbitrage : Sébastien Moreira |

- Groupe D

| 3 janvier 2015 | Le Mans FC (CFA2) | 1 – 3   | Tours FC (L2)                                             |                                                                             |                                                                             |
| 14 h 30        | Ibongo 71e        | (0 - 2) | Adnane 22e · Bergougnoux 35e (pen.) · Ketkeophomphone 46e | MMArena, Le Mans Spectateurs : 6 500 environ Arbitrage : Stéphanie Frappart | MMArena, Le Mans Spectateurs : 6 500 environ Arbitrage : Stéphanie Frappart |
| 14 h 30        |                   |         |                                                           | MMArena, Le Mans Spectateurs : 6 500 environ Arbitrage : Stéphanie Frappart | MMArena, Le Mans Spectateurs : 6 500 environ Arbitrage : Stéphanie Frappart |

| 3 janvier 2015 | Stade brestois 29 (L2) | 1 – 0   | Stade lavallois (L2) |                                                                            |                                                                            |
| 15 h 00        | Grougi 18e (pen.)      | (1 - 0) |                      | Stade Francis-Le Blé, Brest Spectateurs : 5 932 Arbitrage : Amaury Delerue | Stade Francis-Le Blé, Brest Spectateurs : 5 932 Arbitrage : Amaury Delerue |
| 15 h 00        |                        |         |                      | Stade Francis-Le Blé, Brest Spectateurs : 5 932 Arbitrage : Amaury Delerue | Stade Francis-Le Blé, Brest Spectateurs : 5 932 Arbitrage : Amaury Delerue |

| 3 janvier 2015 | FC Nantes (L1)                                                    | 4 – 0   | Club franciscain (DH) |                                                                              |                                                                              |
| 15 h 15        | Deaux 15e · Narcissot 32e (csc) · Rongier 78e · Vizcarrondo 90+1e | (2 - 0) | Ephestion 52e         | Stade de la Beaujoire, Nantes Spectateurs : 15 316 Arbitrage : Olivier Thual | Stade de la Beaujoire, Nantes Spectateurs : 15 316 Arbitrage : Olivier Thual |
| 15 h 15        |                                                                   |         |                       | Stade de la Beaujoire, Nantes Spectateurs : 15 316 Arbitrage : Olivier Thual | Stade de la Beaujoire, Nantes Spectateurs : 15 316 Arbitrage : Olivier Thual |

| 3 janvier 2015 | US Avranches (N1)       | 1 – 0   | FC Lorient (L1) |                                                                                   |                                                                                   |
| 18 h 00        | Diongue 68e · Keita 81e | (0 - 0) |                 | Stade René Fenouillère, Avranches Spectateurs : 5 000 Arbitrage : Stéphane Jochem | Stade René Fenouillère, Avranches Spectateurs : 5 000 Arbitrage : Stéphane Jochem |
| 18 h 00        |                         |         |                 | Stade René Fenouillère, Avranches Spectateurs : 5 000 Arbitrage : Stéphane Jochem | Stade René Fenouillère, Avranches Spectateurs : 5 000 Arbitrage : Stéphane Jochem |

| 3 janvier 2015 | Poiré-sur-Vie Football (N1)                       | 3 – 1   | Stade plabennécois (CFA) |                                                                                        |                                                                                        |
| 18 h 00        | Das Neves 81e (pen.) · Pape N'Diasse Sarr 83e 90e | (0 - 1) | Bellec 28e               | Stade de l'Idonnière, Le Poiré-sur-Vie Spectateurs : 1 500 Arbitrage : Sylvain Palhies | Stade de l'Idonnière, Le Poiré-sur-Vie Spectateurs : 1 500 Arbitrage : Sylvain Palhies |
| 18 h 00        |                                                   |         |                          | Stade de l'Idonnière, Le Poiré-sur-Vie Spectateurs : 1 500 Arbitrage : Sylvain Palhies | Stade de l'Idonnière, Le Poiré-sur-Vie Spectateurs : 1 500 Arbitrage : Sylvain Palhies |

| 3 janvier 2015 | US Concarneau (CFA) | 1 – 0   | Chamois niortais (L2) |                                                                               |                                                                               |
| 18 h 30        | Koré 29e            | (1 - 0) |                       | Stade Guy-Piriou, Concarneau Spectateurs : 3 680 Arbitrage : Yohann Rouinsard | Stade Guy-Piriou, Concarneau Spectateurs : 3 680 Arbitrage : Yohann Rouinsard |
| 18 h 30        |                     |         |                       | Stade Guy-Piriou, Concarneau Spectateurs : 3 680 Arbitrage : Yohann Rouinsard | Stade Guy-Piriou, Concarneau Spectateurs : 3 680 Arbitrage : Yohann Rouinsard |

| 4 janvier 2015 | Dinan Léhon FC (CFA2) | 0 – 3   | EA Guingamp (L1)           |                                                                                |                                                                                |
| 14 h 15        |                       | (0 - 0) | Beauvue 51e 64e · Pied 81e | Stade de Roudourou, Guingamp Spectateurs : 8 885 Arbitrage : Bartolomeu Varela | Stade de Roudourou, Guingamp Spectateurs : 8 885 Arbitrage : Bartolomeu Varela |
| 14 h 15        |                       |         |                            | Stade de Roudourou, Guingamp Spectateurs : 8 885 Arbitrage : Bartolomeu Varela | Stade de Roudourou, Guingamp Spectateurs : 8 885 Arbitrage : Bartolomeu Varela |

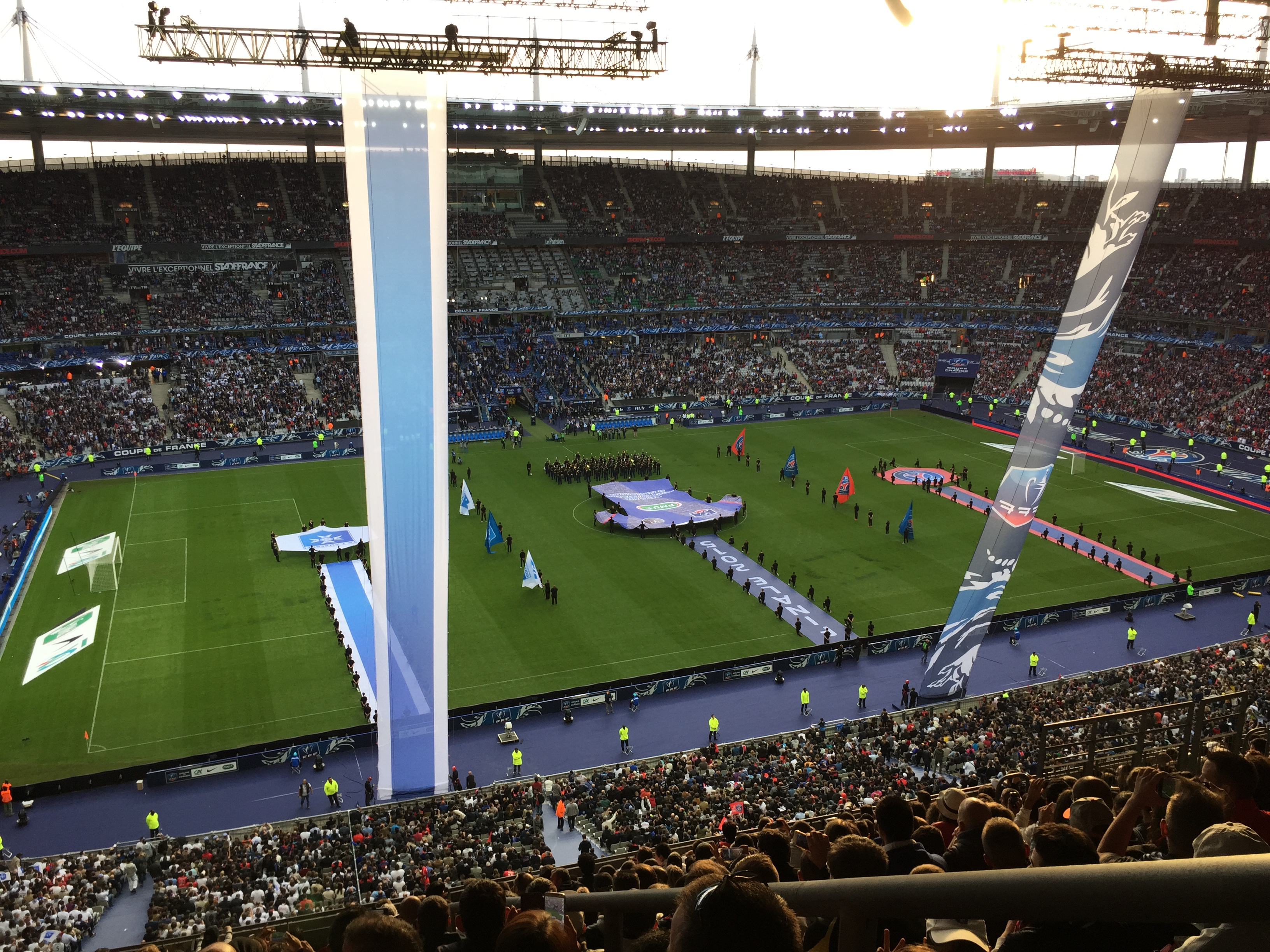
Avant-match de la finale au Stade de France.

| 5 janvier 2015 | Montpellier HSC (L1) | 0 - 3   | Paris Saint-Germain FC (L1)                        |                                                                                |                                                                                |
| 20 h 45        |                      | (0 - 0) | Ibrahimović 79e · Chantôme 63e · Lucas Moura 90+1e | Altrad Stadium, Montpellier Spectateurs : 18 000 Arbitrage : Sébastien Desiage | Altrad Stadium, Montpellier Spectateurs : 18 000 Arbitrage : Sébastien Desiage |

### Seizièmes de finale
Bressuire, club de CFA 2 est désignée comme le petit poucet officiel par la FFF et par PMU car le club a sorti deux clubs de National, Istres et Amiens lors des deux tours précédents.
Le tirage au sort a lieu le lundi 5 janvier 2014 à Montpellier à 19 h 20. Le tirage au sort est intégral. Si deux clubs opposés ont 2 divisions ou plus d'écart alors le club de division inférieure obtient l'avantage du terrain.L'US Quevilly, habitué des exploits, fait chuter Bastia (Ligue 1) aux tirs au but. Yzeure et Concarneau se qualifient eux aussi en éliminant des équipes professionnelles.
| 20 janvier 2015 | US Avranches (N1) | 0 - 3 a. p. | FC Metz (L1)                            |                                                       |                                                       |
| 18h30           |                   | (0 - 0)     | N'Daw 94e · Sarr 96e · Schur 115e (csc) | Stade René Fenouillère, Avranches Spectateurs : 5 000 | Stade René Fenouillère, Avranches Spectateurs : 5 000 |

| 20 janvier 2015 | US Quevilly (CFA) | 1 - 1 3 - 1 t. a. b. | SC Bastia (L1) |                                                             |                                                             |
| 18h30           | Sarr 115e         | (0 - 0)              | Cissé 106e     | Stade Robert-Diochon, Le Petit-Quevilly Spectateurs : 8 400 | Stade Robert-Diochon, Le Petit-Quevilly Spectateurs : 8 400 |
| 18h30           | Tirs au but 3 - 1 |                      |                | Stade Robert-Diochon, Le Petit-Quevilly Spectateurs : 8 400 | Stade Robert-Diochon, Le Petit-Quevilly Spectateurs : 8 400 |

| Titulaires :  |                       |     |
|               |                       |     |
|               | Arnaud Brocard        |     |
|               | Saidou                |     |
|               | Alexis Dutot          | 83e |
|               | Vincent Lanoix        |     |
|               | Laurent Grampeix      |     |
|               | Ali Abezad            | 69e |
|               | Marius M'Baiam        |     |
|               | Julien Delétraz       |     |
|               | Maxime Oliveri        |     |
|               | Junior Carlos Miranda |     |
|               | Steve Haguy           |     |
|               |                       |     |
| Remplaçants : |                       |     |
|               | Axel Bidouzo          | 83e |
|               | Dorian Rebolloso      | 69e |
|               |                       |     |
| Entraîneur :  |                       |     |
| Pascal Moulin |                       |     |

| Titulaires :      |                          |     |
|                   |                          |     |
|                   | Donovan Léon             |     |
|                   | Karim Djellabi           |     |
|                   | Thomas Fontaine          |     |
|                   | Sébastien Puygrenier     |     |
|                   | Jean-Charles Castelletto |     |
|                   | Samed Kılıç              | 82e |
|                   | Rémi Mulumba             |     |
|                   | Grégoire Lefebvre        |     |
|                   | Cheick Fantamady Diarra  | 89e |
|                   | Alexandre Vincent        | 74e |
|                   | Julien Viale             |     |
|                   |                          |     |
| Remplaçants :     |                          |     |
|                   | Ruben Aguilar            | 82e |
|                   | Jamel Aït Ben Idir       | 89e |
|                   | Livio Nabab              | 74e |
|                   |                          |     |
| Entraîneur :      |                          |     |
| Jean-Luc Vannuchi |                          |     |

| Titulaires :  |                       |     |
|               |                       |     |
|               | Arnaud Brocard        |     |
|               | Saidou                |     |
|               | Alexis Dutot          | 83e |
|               | Vincent Lanoix        |     |
|               | Laurent Grampeix      |     |
|               | Ali Abezad            | 69e |
|               | Marius M'Baiam        |     |
|               | Julien Delétraz       |     |
|               | Maxime Oliveri        |     |
|               | Junior Carlos Miranda |     |
|               | Steve Haguy           |     |
|               |                       |     |
| Remplaçants : |                       |     |
|               | Axel Bidouzo          | 83e |
|               | Dorian Rebolloso      | 69e |
|               |                       |     |
| Entraîneur :  |                       |     |
| Pascal Moulin |                       |     |

| Titulaires :      |                          |     |
|                   |                          |     |
|                   | Donovan Léon             |     |
|                   | Karim Djellabi           |     |
|                   | Thomas Fontaine          |     |
|                   | Sébastien Puygrenier     |     |
|                   | Jean-Charles Castelletto |     |
|                   | Samed Kılıç              | 82e |
|                   | Rémi Mulumba             |     |
|                   | Grégoire Lefebvre        |     |
|                   | Cheick Fantamady Diarra  | 89e |
|                   | Alexandre Vincent        | 74e |
|                   | Julien Viale             |     |
|                   |                          |     |
| Remplaçants :     |                          |     |
|                   | Ruben Aguilar            | 82e |
|                   | Jamel Aït Ben Idir       | 89e |
|                   | Livio Nabab              | 74e |
|                   |                          |     |
| Entraîneur :      |                          |     |
| Jean-Luc Vannuchi |                          |     |

| 20 janvier 2015 | ASF Andrézieux-Bouthéon (CFA2) | 1 - 2   | IC Croix (CFA)             |                                                              |                                                              |
| 19h00           | Frossard 39e · 21e, 45e Dupré  | (1 - 1) | Bekhechi 31e · Hassani 89e | Stade Roger-Baudras, Andrézieux-Bouthéon Spectateurs : 2 550 | Stade Roger-Baudras, Andrézieux-Bouthéon Spectateurs : 2 550 |

| 20 janvier 2015 | US Concarneau (CFA) | 1 - 0 a. p. | Dijon FCO (L2) |                                                                            |                                                                            |
| 19h30           | Gourmelon 105e      | (0 - 0)     |                | Stade Guy-Piriou, Concarneau Spectateurs : 4 711 Arbitrage : Mikael Lesage | Stade Guy-Piriou, Concarneau Spectateurs : 4 711 Arbitrage : Mikael Lesage |
| 19h30           | Rapport             |             |                | Stade Guy-Piriou, Concarneau Spectateurs : 4 711 Arbitrage : Mikael Lesage | Stade Guy-Piriou, Concarneau Spectateurs : 4 711 Arbitrage : Mikael Lesage |

| 20 janvier 2015 | AS Yzeure (CFA)                | 2 - 0   | Valenciennes FC (L2) |                                                                     |                                                                     |
| 19h30           | Jous 27e (pen.) · Rousseau 46e | (1 - 0) |                      | Stade de Bellevue, Yzeure Spectateurs : 2 600 Arbitrage : M. Castro | Stade de Bellevue, Yzeure Spectateurs : 2 600 Arbitrage : M. Castro |

| 20 janvier 2015 | FC Nantes (L1)     | 3 - 2   | Olympique lyonnais (L1)  |                                                    |                                                    |
| 21h00           | Bessat 19e 21e 89e | (2 - 1) | Lacazette 5e · Fekir 59e | Stade de la Beaujoire, Nantes Spectateurs : 24 158 | Stade de la Beaujoire, Nantes Spectateurs : 24 158 |

| 21 janvier 2015 | AS Monaco (L1)            | 2 - 0   | Évian Thonon Gaillard FC (L1) |                        |                        |
| 17h00           | Ocampos 64e · Martial 88e | (0 - 0) |                               | Stade Louis-II, Monaco | Stade Louis-II, Monaco |

| 21 janvier 2015 | EA Guingamp (L1)            | 2 - 0 | LB Châteauroux (L2) |                              |                              |
| 19h00           | Beauvue 61e · Giresse 90+1e | (0-0) |                     | Stade du Roudourou, Guingamp | Stade du Roudourou, Guingamp |

| 21 janvier 2015 | Tours FC (L2)                                              | 3 - 5 a. p. | AS Saint-Étienne (L1)                                        |                                                        |                                                        |
| 19h00           | Bayal Sall 10e (csc) · Adnane 74e · Bergougnoux 80e (pen.) | (1 - 0)     | Monnet-Paquet 64, 118 · Van Wolfswinkel 71, 73 · Erding 105e | Stade de la Vallée du Cher, Tours Spectateurs : 16 033 | Stade de la Vallée du Cher, Tours Spectateurs : 16 033 |

| 21 janvier 2015 | US Boulogne CO (N1) | 1 - 0   | Grenoble Foot (CFA) |                                          |                                          |
| 19h00           | Bègue 3e            | (1 - 0) |                     | Stade de la Libération, Boulogne-sur-Mer | Stade de la Libération, Boulogne-sur-Mer |

| 21 janvier 2015 | SO Cholet (CFA2) | 1 - 3 a. p. | Stade brestois 29 (L2)              |                                                 |                                                 |
| 20h00           | N'doye 90+4e     | (0 - 1)     | Laborde 27, 118 · Belghazouani 120e | Stade Pierre Blouen, Cholet Spectateurs : 5 000 | Stade Pierre Blouen, Cholet Spectateurs : 5 000 |

| 21 janvier 2015 | FC Bressuire (CFA2) | 0 - 1 a. p. | Poiré-sur-Vie Football (N1) |                     |                     |
| 20h00           |                     | (0 - 0)     | Fachan 110e                 | Spectateurs : 3 200 | Spectateurs : 3 200 |

| 21 janvier 2015 | Paris Saint-Germain FC (L1)                | 2 - 1   | Girondins de Bordeaux (L1) |                                              |                                              |
| 21h00           | Cavani 14e · Pastore 33e · Camara 66e, 83e | (2 - 0) | Rolán 46e                  | Parc des Princes, Paris Spectateurs : 40 000 | Parc des Princes, Paris Spectateurs : 40 000 |

| 22 janvier 2015 | Stade rennais (L1) | 1 - 1 5 - 4 t. a. b. | Stade de Reims (L1) |                                                          |                                                          |
| 21h00           | Armand 20e (pen.)  | (1 - 0)              | Kyei 70e            | Stade de la route de Lorient, Rennes Spectateurs : 8 566 | Stade de la route de Lorient, Rennes Spectateurs : 8 566 |
| 21h00           | Tirs au but 5 - 4  |                      |                     | Stade de la route de Lorient, Rennes Spectateurs : 8 566 | Stade de la route de Lorient, Rennes Spectateurs : 8 566 |

| 23 janvier 2015 | Red Star FC (N1)                  | 2 - 0   | GS Consolat (N1) |                                             |                                             |
| 19h30           | Allegro 51e · Beziouen 85e (pen.) | (0 - 0) |                  | Stade Bauer, Saint-Ouen Spectateurs : 2 999 | Stade Bauer, Saint-Ouen Spectateurs : 2 999 |

### Huitièmes de finale
Le tirage au sort a eu lieu le jeudi 22 janvier 2015 au stade de la route de lorient à Rennes juste avant la rencontre Rennes-Reims. Si deux clubs opposés ont 2 divisions ou plus d'écart alors le club de division inférieure obtient l'avantage du terrain. Le tirage au sort a été effectué par Lionel Charbonnier, champion du monde 1998, et Maïlys Bonnet, Miss Bretagne 2015.
| 10 février 2015 | US Boulogne CO (N1)           | 2 - 0   | US Quevilly (CFA) |                                                                    |                                                                    |
| 18h15           | Gbizié 28e · Gope-Fenepej 77e | (1 - 0) |                   | Stade de la Libération, Boulogne-sur-Mer Arbitrage : Mikael Lesage | Stade de la Libération, Boulogne-sur-Mer Arbitrage : Mikael Lesage |

| Titulaires :   |                     |     |
|                |                     |     |
|                | Matthieu Pichot     |     |
|                | Baba Traoré         |     |
|                | Kévin Das Neves     | 79e |
|                | Aristote Lusinga    |     |
|                | Matthieu Fontaine   |     |
|                | Sackre Gbohou       | 80e |
|                | Arnaud Souquet      |     |
|                | Abdoulaye Touré     |     |
|                | Christopher Vicente |     |
|                | Simon Hébras        | 64e |
|                | Hugues Ayivi        |     |
|                |                     |     |
| Remplaçants :  |                     |     |
|                | Loïc Dufau          | 79e |
|                | Moustapha Ndoye     | 80e |
|                | Pape Sarr           | 64e |
|                |                     |     |
| Entraîneur :   |                     |     |
| Oswald Tanchot |                     |     |

| Titulaires :      |                          |      |
|                   |                          |      |
|                   | Donovan Léon             |      |
|                   | Karim Djellabi           |      |
|                   | Thomas Fontaine          |      |
|                   | Sébastien Puygrenier     |      |
|                   | Jean-Charles Castelletto |      |
|                   | Amara Baby               | 83e  |
|                   | Pierre Bouby             |      |
|                   | Rémi Mulumba             |      |
|                   | Vincent Gragnic          | 96e  |
|                   | Alexandre Vincent        | 109e |
|                   | Livio Nabab              |      |
|                   |                          |      |
| Remplaçants :     |                          |      |
|                   | Grégoire Lefebvre        | 83e  |
|                   | Cheick Fantamady Diarra  | 96e  |
|                   | Grégory Berthier         | 109e |
|                   |                          |      |
| Entraîneur :      |                          |      |
| Jean-Luc Vannuchi |                          |      |

| Titulaires :   |                     |     |
|                |                     |     |
|                | Matthieu Pichot     |     |
|                | Baba Traoré         |     |
|                | Kévin Das Neves     | 79e |
|                | Aristote Lusinga    |     |
|                | Matthieu Fontaine   |     |
|                | Sackre Gbohou       | 80e |
|                | Arnaud Souquet      |     |
|                | Abdoulaye Touré     |     |
|                | Christopher Vicente |     |
|                | Simon Hébras        | 64e |
|                | Hugues Ayivi        |     |
|                |                     |     |
| Remplaçants :  |                     |     |
|                | Loïc Dufau          | 79e |
|                | Moustapha Ndoye     | 80e |
|                | Pape Sarr           | 64e |
|                |                     |     |
| Entraîneur :   |                     |     |
| Oswald Tanchot |                     |     |

| Titulaires :      |                          |      |
|                   |                          |      |
|                   | Donovan Léon             |      |
|                   | Karim Djellabi           |      |
|                   | Thomas Fontaine          |      |
|                   | Sébastien Puygrenier     |      |
|                   | Jean-Charles Castelletto |      |
|                   | Amara Baby               | 83e  |
|                   | Pierre Bouby             |      |
|                   | Rémi Mulumba             |      |
|                   | Vincent Gragnic          | 96e  |
|                   | Alexandre Vincent        | 109e |
|                   | Livio Nabab              |      |
|                   |                          |      |
| Remplaçants :     |                          |      |
|                   | Grégoire Lefebvre        | 83e  |
|                   | Cheick Fantamady Diarra  | 96e  |
|                   | Grégory Berthier         | 109e |
|                   |                          |      |
| Entraîneur :      |                          |      |
| Jean-Luc Vannuchi |                          |      |

| 10 février 2015 | IC Croix (CFA)                  | 0 - 0 1 - 4 t. a. b. | US Concarneau (CFA)                  |                                                                             |                                                                             |
| 19h30           |                                 | (0 - 0)              |                                      | Stade Henri Seigneur, Croix Spectateurs : 2 600 Arbitrage : Frank Schneider | Stade Henri Seigneur, Croix Spectateurs : 2 600 Arbitrage : Frank Schneider |
| 19h30           | Zmijak · Oumedjeber · Lorthiois | Tirs au but 1 - 4    | Sinquin · Gégousse · Basset · Gargam | Stade Henri Seigneur, Croix Spectateurs : 2 600 Arbitrage : Frank Schneider | Stade Henri Seigneur, Croix Spectateurs : 2 600 Arbitrage : Frank Schneider |

| 10 février 2015 | Red Star FC (N1) | 1 - 2   | AS Saint-Étienne (L1)                |                                                                        |                                                                        |
| 21h00           | Bouazza 28e      | (1 - 1) | Van Wolfswinkel 18e · Cros 80e (csc) | Stade Jean Bouin, Paris Spectateurs : 12 919 Arbitrage : Philippe Kalt | Stade Jean Bouin, Paris Spectateurs : 12 919 Arbitrage : Philippe Kalt |

| 11 février 2015 | AS Yzeure (CFA) | 1 - 3 a. p. | EA Guingamp (L1)               |                                                                         |                                                                         |
| 17h00           | Dady Ngoye 62e  | (0 - 0)     | Mandanne 90+4e 97e · Pied 100e | Stade de Bellevue, Yzeure Spectateurs : 2 250 Arbitrage : Wilfried Bien | Stade de Bellevue, Yzeure Spectateurs : 2 250 Arbitrage : Wilfried Bien |

| 11 février 2015 | AS Monaco (L1)                              | 3 - 1   | Stade rennais (L1) |                                                                     |                                                                     |
| 19h00           | Touré 9e · Wallace 11e · Martial 67e (pen.) | (2 - 1) | Pedro Henrique 34e | Stade Louis-II, Monaco Spectateurs : 4 000 Arbitrage : Tony Chapron | Stade Louis-II, Monaco Spectateurs : 4 000 Arbitrage : Tony Chapron |

| 11 février 2015 | Paris Saint-Germain FC (L1) | 2 - 0   | FC Nantes (L1) |                                                                          |                                                                          |
| 21h00           | Cavani 19e · Cabaye 34e     | (2 - 0) |                | Parc des Princes, Paris Spectateurs : 35 000 Arbitrage : Stéphane Lannoy | Parc des Princes, Paris Spectateurs : 35 000 Arbitrage : Stéphane Lannoy |

| 12 février 2015 | FC Metz (L1)                                 | 0 - 0 3 - 4 t. a. b. | Stade brestois 29 (L2)                    |                                                         |                                                         |
| 19h45           |                                              | (0 - 0)              |                                           | Stade Saint-Symphorien, Metz Arbitrage : Amaury Delerue | Stade Saint-Symphorien, Metz Arbitrage : Amaury Delerue |
| 19h45           | Falcón · Kashi · Marchal · Lejeune · Choplin | Tirs au but 3 - 4    | Pelé · Courtet · Moimbé · Ramaré · Khaled | Stade Saint-Symphorien, Metz Arbitrage : Amaury Delerue | Stade Saint-Symphorien, Metz Arbitrage : Amaury Delerue |

### Quarts de finale
Le tirage au sort a eu lieu en direct au Parc des Princes après le match Paris SG - Nantes. Il a été effectué par l'humoriste Raphaël Mezrahi.
| 3 mars 2015 | US Boulogne CO (N1)                           | 1 - 1 3 - 4 t. a. b. | AS Saint-Étienne (L1)                           |                                                                                         |                                                                                         |
| 21h00       | Soubervie 80e (pen.)                          | (0 - 0)              | Corgnet 84e                                     | Stade de la Libération, Boulogne-sur-Mer Spectateurs : 13 500 Arbitrage : Fredy Fautrel | Stade de la Libération, Boulogne-sur-Mer Spectateurs : 13 500 Arbitrage : Fredy Fautrel |
| 21h00       | Soubervie · Rolland · Jacques · Dia · Mercier | Tirs au but 3 - 4    | Mollo · Perrin · Erding · Monnet-Paquet · Clerc | Stade de la Libération, Boulogne-sur-Mer Spectateurs : 13 500 Arbitrage : Fredy Fautrel | Stade de la Libération, Boulogne-sur-Mer Spectateurs : 13 500 Arbitrage : Fredy Fautrel |

| 4 mars 2015 | Paris Saint-Germain FC (L1) | 2 - 0   | AS Monaco (L1) |                                                                         |                                                                         |
| 21h00       | David Luiz 3e · Cavani 52e  | (1 - 0) |                | Parc des Princes, Paris Spectateurs : 45 000 Arbitrage : Clément Turpin | Parc des Princes, Paris Spectateurs : 45 000 Arbitrage : Clément Turpin |

| Titulaires :  |                     |      |
|               |                     |      |
|               | Joan Hartock        |      |
|               | Gaëtan Belaud       | 71e  |
|               | Simon Falette       |      |
|               | Wilfried Moimbé     |      |
|               | Ismaël Traoré       |      |
|               | Manuel Perez        |      |
|               | Johann Ramaré       | 42e  |
|               | Birama Touré        |      |
|               | Bruno Grougi        | 100e |
|               | Youssef Adnane      |      |
|               | Gaëtan Courtet      |      |
|               |                     |      |
| Remplaçants : |                     |      |
|               | Alexis Thébaux      |      |
|               | Stéphane Tritz      | 100e |
|               | Bryan Pelé          |      |
|               | Chahir Belghazouani | 71e  |
|               | Alexandre Cuvillier | 42e  |
|               | Mamadou Samassa     |      |
|               | Gaëtan Laborde      |      |
|               |                     |      |
| Entraîneur :  |                     |      |
| Alex Dupont   |                     |      |

| Titulaires :      |                          |     |
|                   |                          |     |
|                   | Donovan Léon             |     |
|                   | Karim Djellabi           |     |
|                   | Thomas Fontaine          |     |
|                   | Sébastien Puygrenier     |     |
|                   | Ruben Aguilar            |     |
|                   | Rémi Mulumba             |     |
|                   | Jamel Aït Ben Idir       |     |
|                   | Vincent Gragnic          |     |
|                   | Amara Baby               | 84e |
|                   | Samed Kılıç              | 73e |
|                   | Frédéric Sammaritano     |     |
|                   |                          |     |
| Remplaçants :     |                          |     |
|                   | Geoffrey Lembet          |     |
|                   | Jean-Charles Castelletto |     |
|                   | Grégory Berthier         |     |
|                   | Pierre Bouby             |     |
|                   | Grégoire Lefebvre        | 73e |
|                   | Cheick Fantamady Diarra  | 84e |
|                   | Julien Viale             |     |
|                   |                          |     |
| Entraîneur :      |                          |     |
| Jean-Luc Vannuchi |                          |     |

| Titulaires :  |                     |      |
|               |                     |      |
|               | Joan Hartock        |      |
|               | Gaëtan Belaud       | 71e  |
|               | Simon Falette       |      |
|               | Wilfried Moimbé     |      |
|               | Ismaël Traoré       |      |
|               | Manuel Perez        |      |
|               | Johann Ramaré       | 42e  |
|               | Birama Touré        |      |
|               | Bruno Grougi        | 100e |
|               | Youssef Adnane      |      |
|               | Gaëtan Courtet      |      |
|               |                     |      |
| Remplaçants : |                     |      |
|               | Alexis Thébaux      |      |
|               | Stéphane Tritz      | 100e |
|               | Bryan Pelé          |      |
|               | Chahir Belghazouani | 71e  |
|               | Alexandre Cuvillier | 42e  |
|               | Mamadou Samassa     |      |
|               | Gaëtan Laborde      |      |
|               |                     |      |
| Entraîneur :  |                     |      |
| Alex Dupont   |                     |      |

| Titulaires :      |                          |     |
|                   |                          |     |
|                   | Donovan Léon             |     |
|                   | Karim Djellabi           |     |
|                   | Thomas Fontaine          |     |
|                   | Sébastien Puygrenier     |     |
|                   | Ruben Aguilar            |     |
|                   | Rémi Mulumba             |     |
|                   | Jamel Aït Ben Idir       |     |
|                   | Vincent Gragnic          |     |
|                   | Amara Baby               | 84e |
|                   | Samed Kılıç              | 73e |
|                   | Frédéric Sammaritano     |     |
|                   |                          |     |
| Remplaçants :     |                          |     |
|                   | Geoffrey Lembet          |     |
|                   | Jean-Charles Castelletto |     |
|                   | Grégory Berthier         |     |
|                   | Pierre Bouby             |     |
|                   | Grégoire Lefebvre        | 73e |
|                   | Cheick Fantamady Diarra  | 84e |
|                   | Julien Viale             |     |
|                   |                          |     |
| Entraîneur :      |                          |     |
| Jean-Luc Vannuchi |                          |     |

| 5 mars 2015 | US Concarneau (CFA) | 1 - 2   | EA Guingamp (L1)            |                                                                                                   |                                                                                                   |
| 21h00       | Gourmelon 22e       | (1 - 1) | Mandanne 3e · Beauvue 90+1e | Stade du Moustoir, Lorient Spectateurs : 18 000 Diffuseur : Eurosport Arbitrage : Lionel Jaffredo | Stade du Moustoir, Lorient Spectateurs : 18 000 Diffuseur : Eurosport Arbitrage : Lionel Jaffredo |

### Demi-finales
| Titulaires :      |                          |     |
|                   |                          |     |
|                   | Donovan Léon             |     |
|                   | Karim Djellabi           |     |
|                   | Thomas Fontaine          | 90e |
|                   | Sébastien Puygrenier     |     |
|                   | Ruben Aguilar            |     |
|                   | Rémi Mulumba             |     |
|                   | Jamel Aït Ben Idir       |     |
|                   | Vincent Gragnic          | 76e |
|                   | Grégory Berthier         | 83e |
|                   | Frédéric Sammaritano     |     |
|                   | Cheick Fantamady Diarra  |     |
|                   |                          |     |
| Remplaçants :     |                          |     |
|                   | Geoffrey Lembet          |     |
|                   | Jean-Charles Castelletto | 90e |
|                   | Pierre Bouby             |     |
|                   | Grégoire Lefebvre        | 76e |
|                   | Alexandre Vincent        |     |
|                   | Julien Viale             |     |
|                   | Livio Nabab              | 83e |
|                   |                          |     |
| Entraîneur :      |                          |     |
| Jean-Luc Vannuchi |                          |     |

| Titulaires :       |                     |     |
|                    |                     |     |
|                    | Mamadou Samassa     |     |
|                    | Dorian Lévêque      | 42e |
|                    | Jérémy Sorbon       |     |
|                    | Baïssama Sankoh     | 77e |
|                    | Lars Jacobsen       |     |
|                    | Lionel Mathis       |     |
|                    | Younousse Sankharé  |     |
|                    | Jérémy Pied         |     |
|                    | Sambou Yatabaré     | 64e |
|                    | Claudio Beauvue     |     |
|                    | Christophe Mandanne |     |
|                    |                     |     |
| Remplaçants :      |                     |     |
|                    | Jonas Lössl         |     |
|                    | Maxime Baca         |     |
|                    | Reynald Lemaître    | 42e |
|                    | Mustapha Diallo     | 77e |
|                    | Julien Cardy        |     |
|                    | Thibault Giresse    | 64e |
|                    | Ronnie Schwartz     |     |
|                    |                     |     |
| Entraîneur :       |                     |     |
| Jocelyn Gourvennec |                     |     |

| Titulaires :      |                          |     |
|                   |                          |     |
|                   | Donovan Léon             |     |
|                   | Karim Djellabi           |     |
|                   | Thomas Fontaine          | 90e |
|                   | Sébastien Puygrenier     |     |
|                   | Ruben Aguilar            |     |
|                   | Rémi Mulumba             |     |
|                   | Jamel Aït Ben Idir       |     |
|                   | Vincent Gragnic          | 76e |
|                   | Grégory Berthier         | 83e |
|                   | Frédéric Sammaritano     |     |
|                   | Cheick Fantamady Diarra  |     |
|                   |                          |     |
| Remplaçants :     |                          |     |
|                   | Geoffrey Lembet          |     |
|                   | Jean-Charles Castelletto | 90e |
|                   | Pierre Bouby             |     |
|                   | Grégoire Lefebvre        | 76e |
|                   | Alexandre Vincent        |     |
|                   | Julien Viale             |     |
|                   | Livio Nabab              | 83e |
|                   |                          |     |
| Entraîneur :      |                          |     |
| Jean-Luc Vannuchi |                          |     |

| Titulaires :       |                     |     |
|                    |                     |     |
|                    | Mamadou Samassa     |     |
|                    | Dorian Lévêque      | 42e |
|                    | Jérémy Sorbon       |     |
|                    | Baïssama Sankoh     | 77e |
|                    | Lars Jacobsen       |     |
|                    | Lionel Mathis       |     |
|                    | Younousse Sankharé  |     |
|                    | Jérémy Pied         |     |
|                    | Sambou Yatabaré     | 64e |
|                    | Claudio Beauvue     |     |
|                    | Christophe Mandanne |     |
|                    |                     |     |
| Remplaçants :      |                     |     |
|                    | Jonas Lössl         |     |
|                    | Maxime Baca         |     |
|                    | Reynald Lemaître    | 42e |
|                    | Mustapha Diallo     | 77e |
|                    | Julien Cardy        |     |
|                    | Thibault Giresse    | 64e |
|                    | Ronnie Schwartz     |     |
|                    |                     |     |
| Entraîneur :       |                     |     |
| Jocelyn Gourvennec |                     |     |

| 8 avril 2015 | Paris Saint-Germain FC (L1)                    | 4 - 1   | AS Saint-Étienne (L1) |                                                   |                                                   |
| 21h00        | Ibrahimović 21e (pen.) 81e 90+2e · Lavezzi 60e | (1 - 1) | Hamouma 25e           | Parc des Princes, Paris Arbitrage : Fredy Fautrel | Parc des Princes, Paris Arbitrage : Fredy Fautrel |

### Finale
| Titulaires :      |                         |     |
|                   |                         |     |
|                   | Donovan Léon            |     |
|                   | Ruben Aguilar           |     |
|                   | Sébastien Puygrenier    |     |
|                   | Thomas Fontaine         |     |
|                   | Karim Djellabi          |     |
|                   | Jamel Aït Ben Idir      |     |
|                   | Rémi Mulumba            | 86e |
|                   | Grégory Berthier        | 80e |
|                   | Amara Baby              | 82e |
|                   | Frédéric Sammaritano    |     |
|                   | Cheick Fantamady Diarra |     |
|                   |                         |     |
| Remplaçants :     |                         |     |
|                   | Geoffrey Lembet         |     |
|                   | Henri Ndong             |     |
|                   | Pierre Bouby            |     |
|                   | Samed Kilic             |     |
|                   | Alexandre Vincent       | 86e |
|                   | Julien Viale            | 82e |
|                   | Livio Nabab             | 80e |
|                   |                         |     |
| Entraîneur :      |                         |     |
| Jean-Luc Vannuchi |                         |     |

| Titulaires :  |                          |     |
|               |                          |     |
|               | Nicolas Douchez          |     |
|               | Maxwell                  |     |
|               | David Luiz               |     |
|               | Thiago Silva             |     |
|               | Gregory van der Wiel     |     |
|               | Thiago Motta             |     |
|               | Blaise Matuidi           |     |
|               | Marco Verratti           |     |
|               | Edinson Cavani           |     |
|               | Lucas Moura              | 73e |
|               | Zlatan Ibrahimović       |     |
|               |                          |     |
| Remplaçants : |                          |     |
|               | Salvatore Sirigu         |     |
|               | Lucas Digne              |     |
|               | Marquinhos               |     |
|               | Serge Aurier             |     |
|               | Yohan Cabaye             |     |
|               | Jean-Christophe Bahebeck |     |
|               | Ezequiel Lavezzi         | 73e |
|               |                          |     |
| Entraîneur :  |                          |     |
| Laurent Blanc |                          |     |

| Titulaires :      |                         |     |
|                   |                         |     |
|                   | Donovan Léon            |     |
|                   | Ruben Aguilar           |     |
|                   | Sébastien Puygrenier    |     |
|                   | Thomas Fontaine         |     |
|                   | Karim Djellabi          |     |
|                   | Jamel Aït Ben Idir      |     |
|                   | Rémi Mulumba            | 86e |
|                   | Grégory Berthier        | 80e |
|                   | Amara Baby              | 82e |
|                   | Frédéric Sammaritano    |     |
|                   | Cheick Fantamady Diarra |     |
|                   |                         |     |
| Remplaçants :     |                         |     |
|                   | Geoffrey Lembet         |     |
|                   | Henri Ndong             |     |
|                   | Pierre Bouby            |     |
|                   | Samed Kilic             |     |
|                   | Alexandre Vincent       | 86e |
|                   | Julien Viale            | 82e |
|                   | Livio Nabab             | 80e |
|                   |                         |     |
| Entraîneur :      |                         |     |
| Jean-Luc Vannuchi |                         |     |

| Titulaires :  |                          |     |
|               |                          |     |
|               | Nicolas Douchez          |     |
|               | Maxwell                  |     |
|               | David Luiz               |     |
|               | Thiago Silva             |     |
|               | Gregory van der Wiel     |     |
|               | Thiago Motta             |     |
|               | Blaise Matuidi           |     |
|               | Marco Verratti           |     |
|               | Edinson Cavani           |     |
|               | Lucas Moura              | 73e |
|               | Zlatan Ibrahimović       |     |
|               |                          |     |
| Remplaçants : |                          |     |
|               | Salvatore Sirigu         |     |
|               | Lucas Digne              |     |
|               | Marquinhos               |     |
|               | Serge Aurier             |     |
|               | Yohan Cabaye             |     |
|               | Jean-Christophe Bahebeck |     |
|               | Ezequiel Lavezzi         | 73e |
|               |                          |     |
| Entraîneur :  |                          |     |
| Laurent Blanc |                          |     |

## Synthèse

### Nombre d'équipes par division et par tour
| Divisions / Manches                                 | 7e tour      | 8e tour      | 32èmes de finale | 16èmes de finale | Huitièmes de finale | Quarts de finale | Demi-finales  | Finale        |
| --------------------------------------------------- | ------------ | ------------ | ---------------- | ---------------- | ------------------- | ---------------- | ------------- | ------------- |
| Ligue 1 20 clubs                                    | non présents | non présents | 20               | 12               | 7                   | 4                | 3             | 1             |
| Ligue 2 20 clubs                                    | 20           | 18           | 13               | 6                | 2                   | 2                | 1             | 1             |
| National 18 clubs                                   | 15           | 13           | 10               | 5                | 3                   | 1                | aucune équipe | aucune équipe |
| CFA 50 clubs (hors réserves)                        | 29           | 22           | 10               | 6                | 4                   | 1                | aucune équipe | aucune équipe |
| CFA 2 86 clubs (hors réserves)                      | 33           | 13           | 6                | 3                | aucune équipe       | aucune équipe    | aucune équipe | aucune équipe |
| Division d'Honneur Élites régionales hors Outre-mer | 41           | 14           | 4                | aucune équipe    | aucune équipe       | aucune équipe    | aucune équipe | aucune équipe |
| Autres divisions                                    | 27           | 5            | aucune équipe    | aucune équipe    | aucune équipe       | aucune équipe    | aucune équipe | aucune équipe |
| Outre-mer                                           | 11           | 3            | 1                | aucune équipe    | aucune équipe       | aucune équipe    | aucune équipe | aucune équipe |
| Total                                               | 176          | 88           | 64               | 32               | 16                  | 8                | 4             | 2             |

### Le parcours des clubs de L1 et L2
- Les clubs de Ligue 2 font leur entrée dans la compétition lors du septième tour.
- Les clubs de Ligue 1 font leur entrée dans la compétition lors des trente-deuxièmes de finale.

| Club (Ligue 1)           | Saison précédente | Saison 2014-2015                                                     |
| ------------------------ | ----------------- | -------------------------------------------------------------------- |
| Paris SG                 | 1/16 de finale    | Vainqueur c. AJ Auxerre (Ligue 2) [1-0]                              |
| AS Monaco FC             | Demi-finale       | 1/4 de finale : c. Paris Saint-Germain (Ligue 1) [0-2]               |
| Lille OSC                | 1/4 de finale     | 1/32 de finale c. SC Bastia (Ligue 1) [2-0]                          |
| AS Saint-Étienne         | 1/32 de finale    | 1/2 finale : c. Paris Saint-Germain (Ligue 1) [4-1]                  |
| Olympique lyonnais       | 1/8 de finale     | 1/16 de finale c. FC Nantes (Ligue 1) [3-2]                          |
| Olympique de Marseille   | 1/16 de finale    | 1/32 de finale c. Grenoble Foot 38 (CFA) [3-3 ap (5-4 t.a.b)]        |
| FC Girondins de Bordeaux | 1/16 de finale    | 1/16 de finale : c. Paris Saint-Germain (Ligue 1) [2-1]              |
| Stade de Reims           | 1/32 de finale    | 1/16 de finale : c. Stade rennais FC (Ligue 1) [1-1 ap (5-4 t.a.b)]  |
| Toulouse FC              | 1/16 de finale    | 1/32 de finale c. Girondins de Bordeaux (Ligue 1) [2-1]              |
| SC Bastia                | 1/16 de finale    | 1/16 de finale c. US Quevilly (CFA) [1-1 ap (3-1 t.a.b)]             |
| FC Nantes                | 1/32 de finale    | 1/8 de finale : c. Paris Saint-Germain (Ligue 1) [2-1]               |
| FC Lorient               | 1/32 de finale    | 1/32 de finale c. US Avranches (National) [1-0]                      |
| Stade rennais FC         | Finale            | 1/8 de finale : c. AS Monaco (Ligue 1) [3-1]                         |
| Montpellier HSC          | 1/8 de finale     | 1/32 de finale c. Paris Saint-Germain (Ligue 1) [0-3]                |
| OGC Nice                 | 1/8 de finale     | 1/32 de finale c. Valenciennes FC (Ligue 2) [2-0]                    |
| EA Guingamp              | Vainqueur         | Demi-Finale: c. AJ Auxerre (Ligue 2) [1-0]                           |
| Évian TG FC              | 1/32 de finale    | 1/16 de finale : c. AS Monaco FC (Ligue 1) [2-0]                     |
| FC Metz                  | 8e tour           | 1/8 de finale : c. Stade brestois 29 (Ligue 2) [0-0 ap (3-4 t.a.b.)] |
| RC Lens                  | 1/4 de finale     | 1/32 de finale c. Olympique lyonnais (Ligue 1) [2-3]                 |
| SM Caen                  | 1/8 de finale     | 1/32 de finale c. Dijon FCO (Ligue 2) [2-3 ap]                       |

| Club (Ligue 2)         | Saison précédente | Saison 2014-2015                                                |
| ---------------------- | ----------------- | --------------------------------------------------------------- |
| FC Sochaux-Montbéliard | 1/16 de finale    | 8e tour c. Racing Club de Strasbourg Alsace (National) [0-1]    |
| Valenciennes FC        | 1/32 de finale    | 1/16 de finale c. AS Yzeure (CFA) [2-0]                         |
| AC Ajaccio             | 1/16 de finale    | 1/32 de finale c. Marseille Consolat (National) [3-0]           |
| AS Nancy-Lorraine      | 8e tour           | 1/32 de finale c. AS Saint-Étienne (Ligue 1) [1-0 ap]           |
| Chamois niortais       | 1/16 de finale    | 1/32 de finale c. US Concarneau (CFA) [1-0]                     |
| Dijon FCO              | 1/16 de finale    | 1/16 de finale c. US Concarneau (CFA) [1-0 ap]                  |
| Stade brestois 29      | 1/32 de finale    | 1/4 de finale c. AJ Auxerre (Ligue 2) [0-0 a. p., 2-4 t. a. b.] |
| Tours FC               | 7e tour           | 1/16 de finale : c. AS Saint-Étienne (Ligue 1) [3-5 ap]         |
| Angers SCO             | Demi-finale       | 8e tour c. Dinan Léhon FC (CFA 2) [2-1]                         |
| ES Troyes AC           | 8e tour           | 8e tour c. AS Nancy-Lorraine (Ligue 2) [1-3]                    |
| US Créteil             | 1/32 de finale    | 7e tour c. Lusitanos Saint-Maur US (DH) [4-3]                   |
| AC Arles Avignon       | 7e tour           | 1/32 de finale c. Red Star Football Club (National) [2-1]       |
| Havre AC               | 7e tour           | 8e tour c. US Boulogne CO (National) [0-2]                      |
| Clermont Foot          | 7e tour           | 8e tour c. SA Epinal (National) [1-1 ap (1-4 t.a.b)]            |
| Nîmes Olympique        | 7e tour           | 1/32 de finale c. AS Monaco (Ligue 1) [0-2]                     |
| AJ Auxerre             | 1/8 de finale     | Finale c.Paris SG (Ligue 1) [1-0]                               |
| Stade lavallois        | 8e tour           | 1/32 de finale c. Stade brestois 29 (Ligue 2) [1-0]             |
| LB Châteauroux         | 7e tour           | 1/16 de finale : c. EA Guingamp (Ligue 1) [2-0]                 |
| US Orléans             | 5e tour           | 1/32 de finale c. US Quevilly (CFA) [3-3 ap (5-3 t.a.b)]        |
| GFC Ajaccio            | 6e tour           | 7e tour c. Arras FA (CFA) [2-0]                                 |

### Clubs professionnels éliminés par des clubs amateurs
17 clubs professionnels (3 de Ligue 1, 12 de Ligue 2 et 2 de National) ont été éliminés par des clubs amateurs lors de cette édition.
| Tour | Club professionnel          | Club amateur                 | Écart |
| ---- | --------------------------- | ---------------------------- | ----- |
| T6   | CA Bastia (N1)              | Borgo FC (DH)                | 3     |
| T7   | US Créteil-Lusitanos (L2)   | US Lusitanos Saint-Maur (DH) | 4     |
| T7   | Gazélec FC Ajaccio (L2)     | Arras FA (CFA)               | 2     |
| T8   | Clermont Foot 63 (L2)       | SA Epinal (N1)               | 1     |
| T8   | Havre AC (L2)               | US Boulogne CO (N1)          | 1     |
| T8   | Angers SCO (L2)             | Dinan Léhon FC (CFA2)        | 3     |
| T8   | FC Istres (N1)              | Bressuire FC (CFA2)          | 2     |
| T8   | FC Sochaux-Montbéliard (L2) | RC Strasbourg (N1)           | 1     |
| 1/32 | AC Arles-Avignon (L2)       | Red Star Football Club (N1)  | 1     |
| 1/32 | FC Lorient (L1)             | US Avranches (N1)            | 2     |
| 1/32 | Chamois niortais (L2)       | US Concarneau (CFA)          | 2     |
| 1/32 | US Orléans (L2)             | US Quevilly (CFA)            | 2     |
| 1/32 | AC Ajaccio (L2)             | Marseille Consolat (N1)      | 1     |
| 1/32 | Olympique de Marseille (L1) | Grenoble Foot 38 (CFA)       | 3     |
| 1/16 | SC Bastia (L1)              | US Quevilly (CFA)            | 3     |
| 1/16 | Dijon FCO (L2)              | US Concarneau (CFA)          | 2     |
| 1/16 | Valenciennes FC (L2)        | AS Yzeure (CFA)              | 2     |